# Киевская нотация
Киевская нотация, в исторических документах «киевское знамя», в разговорной лексике «топорики» — разновидность линейной нотации, принятая для записи богослужебной монодии в Русской православной церкви в XVII – начале XX веков.

## Краткая характеристика

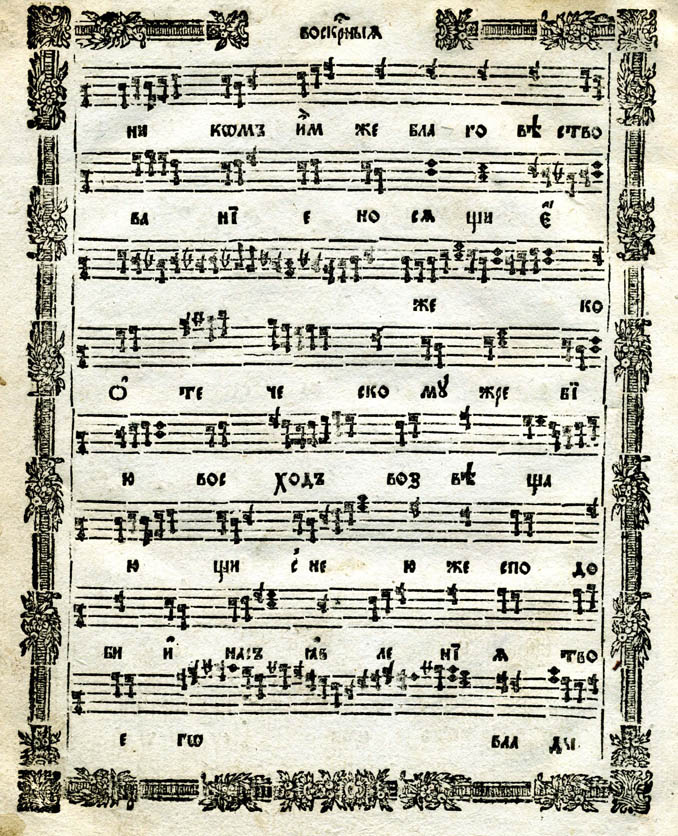
Илл. 1. Евангельская стихира «Мариины слезы» (фрагмент), записанная в системе киевской нотации. Из кн.: Октоих нотного пения. 7-е изд. Москва, 1811

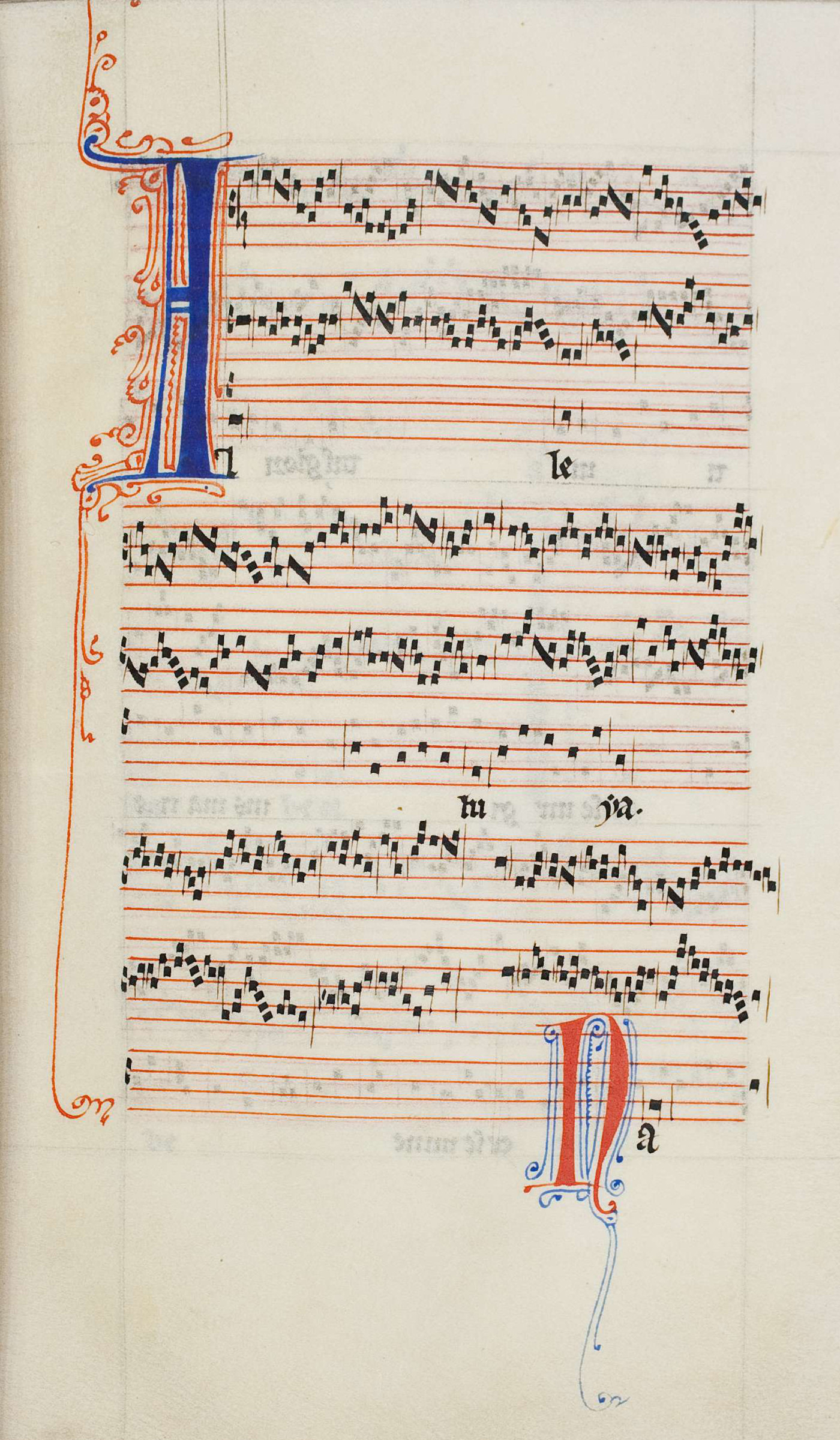
Аллилуйя 'Nativitas' Перотина, записанная в системе модальной нотации (рукопись I-Fl Pluteus 29.1, XIII век)

С конца XVI (рутинно с XVII века) и до начала XX века богослужебные монодические распевы (в том числе, знаменные распевы) всех стилей и исторических традиций в практике РПЦ записывались в киевской нотации, напоминающей отчасти квадратную нотацию (принятую в певческих книгах католиков), отчасти мензуральную нотацию. 
Основной символ киевской нотации напоминает виргу (virga), одну из типичных графем квадратной нотации. Расположенный справа от (чёрной) головки штиль похож на лонгу в модальной нотации XIII века (см. иллюстрацию 2) и в мензуральной XIV века. В отличие от квадратной нотации, где господствовал четырёхлинейный нотоносец с ключами F или C, «топорики» записывались на пятилинейном нотоносце и только в ключе C («цефаутном»). В киевской нотации нет типичной для квадратной нотации графемы punctum. Ромбовидные графемы используются специфически: два ромба без штилей нотируются один над другим наподобие терции, однако, указывают не на две, а на одну высоту, находящуюся между ромбами. 
В отличие от мензуральной нотации, в киевской нотации нет знака мензуры (соответствующего западным модусу, темпусу и пролации), поскольку вся ритмика распева основана на сквозном бинарном делении (соотношение любых соседних ритмических уровней 2:1). Наиболее употребительны три уровня ритмического деления (оригинальные названия длительностей, от самой протяжённой к самой короткой,— «такта», «полутакта» и «чвартка»), реже встречается четвёртый – низший –  уровень (оригинальное название длительности — «ломаная»). Полуторное удлинение такты, полутакты и чвартки обозначается точкой (иногда ромбовидной формы) справа от головки (в такте — по центру между двумя ромбовидными головками), как в «обычной» круглой нотации.
Также, в отличие от модальной и мензуральной нотаций, в киевской нотации нет лигатур (одной ноте соответствует одна длительность, как в привычной нам круглой нотации). Графема «ломаной», состоящая из двух квадратных нот, напоминает западную двухнотную лигатуру кливис (clivis), однако, (в отличие от кливиса) нижний квадрат в «ломаной» игнорируется, и высота звука определяется по верхнему квадрату. При распеве одного слога одиночные ноты объединяются в группу визуально (посажены тесно друг к другу), в ущерб равномерному ритмическому ранжированию целого (см. иллюстрацию 1). 
Именно в такой нотации в 1772 году Синодом в Москве был выпущен свод основных церковных песнопений — 4 певческие книги (Обиход, Ирмологий, Октоих и Праздники), которые впоследствии неоднократно переиздавались. Дополнительно, в 1778 году в Москве был издан «Сокращенный Обиход нотного пения», в котором «топориками» были записаны наиболее ходовые песнопения из всех четырёх книг. Это издание получило всеобщее распространение и было принято в качестве первоначального руководства при обучении церковному пению в духовных учебных заведениях. В 1899 году (также в киевской нотации) были опубликованы Триодь постная и Триодь цветная. Планировавшиеся издания книг «Трезвоны» и «Требы» в связи с известными политическими потрясениями XX в. так и не увидели свет.